# 小早、我啊。
《小早、我啊。》（日语：さっちゃん、僕は。）為朝賀庵創作的日本漫畫作品。

## 劇情簡介
主角片桐京介從北海道到東京讀大學。他有一個交往四年的可愛女友小山內早智，只不過小山內還待在北海道老家，兩人談著遠距離戀愛。即使交往了這麼多年，兩人依舊沒什麼進展。
一天，京介與所住公寓的鄰居國木田紫乃相識了。紫乃雖是已婚人妻，兩人仍開始頻繁交流，發展出不尋常的關係……

## 主要人物
片桐京介
男主角。在東京就讀的大學生。
小山內早智
京介的女友，大學生。個性純樸且開朗，暱稱「小早」（さっちゃん）。
國木田紫乃
住京介隔壁的鄰居，給人感覺有些高冷的美人。已婚，是京介的出軌對象。
國木田要
紫乃的丈夫。經常出差。
須川美鈴
京介的友人，大學生。過去曾暗戀京介。

## 出版書籍
1. 2019年10月4日發行[1]
2. 2020年3月4日發行[2]
3. 2020年7月3日發行[3]
4. 2020年11月4日發行[4]

## 電視劇

### 登場人物
- 片桐京介（大學生，在故事初期為18歲）：木村慧人（日语：木村慧人）（FANTASTICS）
- 小山內早智（京介的女友，大學生）：中山雛乃（日语：中山ひなの）
- 國木田紫乃（京介的鄰居，人妻）：石川戀
- 須川美鈴：樋口日奈
- 黑磯朝日（京介在大學的朋友，花花公子）：能勢倫（日语：のせりん）
- 文也（京介在大學的朋友）：平野莉玖（日语：平野莉玖）
- Kan[註 2]（京介在大學的朋友，韓國來的留學生）：金賢率（Hi-Fi Un!corn）
- 伊勢埼真（早智在大學的朋友，喜歡早智）：田中偉登（日语：田中偉登）
- 山田彩花（早智在大學的朋友）：葵うたの（日语：葵うたの）
- 國木田要（紫乃的老公）：櫻田通
- Park[註 3]（京介等人常去居酒屋的店員）：嚴太民（Hi-Fi Un!corn）

### 製作團隊
- 原作：朝賀庵（集英社「少年Jump+」連載）
- 編劇：今西祐子、國吉咲貴
- 製作人：箱森菜菜花、熊田寧寧
- 導演：熊坂出（日语：熊坂出）、富田未來、小菅規照
- 音樂：田井基良（日语：田井基良）
- 片頭曲：Hi-Fi Un!corn「Left or Right」
- 片尾曲：Hi-Fi Un!corn「PHANTOM PAIN」
- 協助：
- 製作出品：AOI Pro.（日语：AOI Pro.）

### 播出時程
| 集數   | 播出日期      | 中文標題                   | 日文標題 | 編劇     | 導演     |
| ------ | ------------- | -------------------------- | -------- | -------- | -------- |
| 第1集  | 2024年6月11日 | 不想試試看嗎？越過那條界線 |          | 今西祐子 | 熊坂出   |
| 第2集  | 6月18日       | 越界的對象是有夫之婦       |          | 今西祐子 | 熊坂出   |
| 第3集  | 6月25日       | 在女友睡覺的隔壁房間       |          | 國吉咲貴 | 熊坂出   |
| 第4集  | 7月2日        | 大雨中的教訓               |          | 國吉咲貴 | 熊坂出   |
| 第5集  | 7月9日        | 小早，分手吧               |          | 今西祐子 | 富田未來 |
| 第6集  | 7月16日       | 跟別人發生關係也可以喔     |          | 今西祐子 | 富田未來 |
| 第7集  | 7月30日       | 京介的決心                 |          | 國吉咲貴 | 小菅規照 |
| 第8集  | 8月6日        | 來要求賠償費了             |          | 國吉咲貴 | 小菅規照 |
| 第9集  | 8月13日       | 地獄般的甜點時間           |          | 今西祐子 | 小菅規照 |
| 第10集 | 8月20日       | 小京，分手吧               |          | 今西祐子 | 富田未來 |
| 第11集 | 8月27日       | 失去的代價                 |          | 今西祐子 | 熊坂出   |
| 完結篇 | 2024年9月3日  | 人渣的下場                 |          | 今西祐子 | 熊坂出   |

### 網路播送
- Netflix
- TBS on demand（日语：TBSオンデマンド）
- TVer

## 註解
1. ↑  Netflix上的中文譯名為「親愛的小早」。
2. ↑  可能為「姜」的音譯。
3. ↑  「朴」的音譯。

## 外部連結
- 漫畫官方網站（日語）
- 電視劇官方網站（日語）